# Momigno
Momigno est un hameau de la commune italienne de Marliana, dans la province de Pistoia, en Toscane.
Village des moyennes montagnes de Pistoia, il est situé à 648 mètres d'altitude.

## Géographie
La ville est légèrement décalée vers l'ouest par rapport au centre de la tête de la vallée de Vincio di Montagnana, affluent du torrent Ombrone Pistoiese, appartenant au bassin versant du fleuve Arno, vallée qui descend vers le Pistoiese. plaine dans une direction nord-nord-ouest vers sud-sud-est. À l'ouest de Momigno se trouve la crête de partage des eaux avec le bassin hydrographique de la vallée de la Nievole. Au nord de la ville, on rencontre la crête qui depuis Poggiobello, 1077 mètres d'altitude, à travers le mont Bersano, 1053 mètres d'altitude, en passant par Femminamorta et Panicagliora, descend jusqu'à Marliana et la plaine de Valdinievole, près de Montecatini Terme. Momigno est reliée par des routes nationales ou régionales à Pistoia, Montecatini Terme, Pescia et San Marcello Pistoiese.
De Momigno partent de nombreux sentiers de randonnée, au milieu des châtaigniers fruitiers, des taillis de châtaigniers et des sapins, dans les directions les plus disparates : Panicagliora, Avaglio, Casore del Monte, Femminamorta, Casal Maschio, Prunetta, Calamecca et Sarripoli.

## Histoire
La romanisation du territoire est également prouvée par les toponymes de la zone : Momigno dérive de Maminius ; Marliana dérive de Marilius. Ces noms latins de personnes, différents de ceux d'origine ligure des villes voisines, qui sont très nombreux, nous amènent à déduire que des parcelles de terrain étaient attribuées aux soldats romains pour les récompenser de leur participation aux événements de la guerre : peut-être la même victoire sur les Ligures Phryniens, réalisés sur place par l'armée dirigée par le consul romain Caio Flaminio en 187 avant J.-C. En effet, Tito Livio raconte que pour libérer les cols des Apennins vers la vallée du Pô, ces fières populations pré-indo-européennes installées sur le territoire furent conduit au-delà du mont Auginum, c'est-à-dire au-delà du mont Cimone, dans l'actuel Frignano. 
Après le VIe siècle, la région fut occupée par les Lombards, tout comme Pistoia et toutes ses montagnes. 
Au Moyen Âge, le premier document mentionnant la Villa di Momigno comme une toute petite communauté rurale dépendant de Pieve a Celle remonte à 1064. Au XIIIe siècle, la ville s'élève au rang de commune rurale et plus tard de château fortifié, comme en témoigne le tracé urbain actuel caractéristique. Par exemple, certains murs d'enceinte de la forteresse sont incorporés à l'ancienne structure médiévale de l'église de San Donato (Momigno). Cette église dépendit de la Pieve a Celle jusqu'en 1547 et passa ensuite sous l'hôpital de Santa Maria Nuova de Florence. L'aspect actuel de l'église date du XVIIIe siècle.

## Économie
Au cours des siècles passés, l'économie de Momigno reposait principalement sur l'agriculture, l'élevage ovin, la sylviculture et surtout la culture de la châtaigne. Compte tenu de la faible fertilité des terres de montagne, la production agricole était autrefois représentée par un peu de blé, d'orge ou de seigle, de pommes de terre, de haricots et de plantes fourragères. À cela s'ajoutaient les châtaignes qui étaient séchées dans la metate puis moulues dans les moulins à eau locaux pour obtenir une farine sucrée pour la cuisson des necci, des castagnacci et de la polenta sucrée . Ces aliments contribuaient de manière significative à l'alimentation des habitants des montagnes, à tel point qu'on a parfois parlé de l'existence d'une sorte d' économie de la châtaigne dans une grande partie des Apennins toscans-émiliens.
À Momigno, des traces de cette réalité subsistent encore : il y a des artisans qui façonnent encore à la main les textes en pierre pour cuisiner les necci, c'est-à-dire des focaccias à base de farine sucrée cuite entre des textes en pierre chauffés au rouge, entrecoupés de feuilles de châtaignier. En parcourant la châtaigneraie, on peut facilement trouver un endroit arrondi, parmi les arbres, au sol noirci : il s'agit d'une clairière où était autrefois construite la charbonnière pour produire du charbon de bois pour chauffer les maisons et cuire les aliments. Enfin, l'un des rares moulins existants dans les montagnes de Pistoia, permettant de moudre des châtaignes séchées pour produire de la farine sucrée, est toujours en activité dans la ville. 
Une autre ressource économique importante était représentée par l'élevage, en particulier le mouton, à partir duquel on obtenait de la viande, du pecorino, de la ricotta et, dans une moindre mesure, de la laine ; enfin il y avait le bétail de basse-cour. Une bonne contribution a également été apportée par les produits forestiers et leur transformation : bois de chauffage et fagots, bois pour fenêtres et portes, poteaux de châtaignier. Enfin, le soutien aux familles provenait de la cueillette de champignons et de petits fruits : myrtilles, mûres, framboises, fraises, ainsi que d'arbres fruitiers. Ces ressources ont aujourd’hui perdu l’importance qu’elles avaient dans le passé. Au cours du siècle dernier, Momigno, comme toutes les villes de montagne italiennes, a été frappée par des phénomènes d'émigration, de dépeuplement des montagnes et de vieillissement de la population.
Au XXe siècle également, le climat, les paysages et la cuisine traditionnelle des restaurants locaux ont favorisé le tourisme estival, ce qui a apporté une contribution significative qui a contribué à ralentir l'exode des montagnards vers les villes de plaine. Ces dernières années, la population résidente a légèrement augmenté.